# Pörni
Pörni (norska: Pørni) är en norsk dramakomediserie från 2021, skapad av skådespelerskan Henriette Steenstrup, som också spelar huvudrollen. För svenska publiken visades serien ursprungligen på Viaplay, men publicerades senare på Netflix, där en fjärde säsong släpptes i augusti 2024 och den femte avslutande säsongen sändes 2025. Den första säsongen har även visats på SVT, vilket skedde under 2022.

## Handling
Pörni, som egetligen heter Pernille, bor tillsammans med tre tonårsbarn och en gammal far och sliter med att få ihop familjelivet. Samtidigt möter hon ständigt nya utmaningar i sitt arbete som socialsekreterare. Som om inte det vore nog irriteras hon ständigt över sin jobbiga exman och sörjer sin döda syster.
När saker känns extra jobbiga går Pörni ut till sitt garage och ringer till sin syster och klagar, trots att denna är död. Mitt i kaoset försöker hon samtidigt hitta kärleken.

## Mottagande
När serien släpptes hyllades den av kritikerna och blev snart en tittarsuccé. På norska tv-galan Gullruten 2022 vann skaparen, manusförfattaren och huvudrollsinnehavaren Henriette Steenstrup pris som bästa skådespelare och bästa manus för Pörni och hon har även vunnit kritikerpris.

## Rollista i urval
- Henriette Steenstrup – Pørni
- Nils Ole Oftebro – Ole Johan
- Vivild Falk Berg – Hanna
- Ebba Jacobsen Öberg – Sigrid
- Gunnar Eiriksson – Bjørnar
- Deniz Kaya – Madjid
- Ulrikke Hansen Døvigen – Astrid
- Jon Ranes – Leo
- Jan Gunnar Røise – Finn
- Agnes Kittelsen – Tuva
- Henrik Mestad – Stephen
- Johanna Mørck – Anne
- Carl Martin Eggesbø – Rasmus
- Oddgeir Thune – Kenneth
- Nokokure Dahl – Emma
- Julie Nora Nobrega Ulrichsen – Lara
- Morten Svartveit – Charlie
- Øystein Røger – Yngvar
- Anne Marit Jacobsen – Elisabeth
- Sigurd Øye Linnestad – Bror
- Henrik Elvestad – Kjetil
- Odd-Magnus Williamson – Jan Fuentes
- Andrea Eckerbom – Lena
- John Emil Jørgensrud – Hans Petter
- Giuliana Consonni Blom – Therese
- Henrik Rafaelsen – Lars
- Petter Næss – Trond
- Marte Magnusdotter Solem – Nadina
- Kristoffer Sagmo Aalberg – Tor
- Arben Bala – Eron
- Nosizwe Baqwa – Grete